# Crotalaria macrantha
Crotalaria macrantha là một loài thực vật có hoa trong họ Đậu. Loài này được Polhill miêu tả khoa học đầu tiên.